# Konstantin Saradzjev
Konstantin Solomovitsj Saradzjev (Derbent 8 oktober 1877 - Jerevan 22 juli 1954) was een Russisch /Armeens dirigent.
In eerste instantie studeerde hij viool aan het Conservatorium van Moskou onder I. Grhzimali (1898), later ook in Praag. Vanaf 1900 was hij concertmeester bij de toen nog particuliere Russische Opera. Van 1904 tot 1906 studeerde hij echter in Leipzig bij Arthur Nikisch, een vermaard dirigent. Eenmaal terug ging hij dirigeren in Moskou en omgeving. Het was de tijd voor de Russische Revolutie, dus hij kon nog de moderne en Westerse nieuwe muziek promoten. In 1911 volgde dan zijn eerste première voor Nikolaj Mjaskovski; Stilte, een werk voor orkest. Later zou Saradzjev meerdere werken van Mjaskovski ten doop houden.
Van 1914 tot 1917 zat Saradzjev bij het Rode Leger en begon pas in 1922  als burger les te geven aan het Moskou Conservatorium; hij hield die baan tot 1935. In die tijd maakte hij (opnieuw samen met Mjaskovski) deel uit van de muziekkring rondom Pavel Lamm. Hij was lid van de Vereniging van Hedendaagse Muziek in de Sovjet-Unie en gaf vele premières. Zijn functie aan het Conservatorium weerhield hem er niet van andere functies binnen de muziekwereld te bekleden:
- Jaren 30 Sovjet-Unie –radio
- Jaren 1924-1935; dirigent van amateurmusici.

In 1935 verhuisde Saradzjev naar Jerevan, Armenië; werd muzikaal directeur en dirigent van het Jerevan Opera en Ballet Theater, later werd hij ook dirigent van het Armeens Philharmonisch Orkest, waarmee hij premières gaf van werken van hedendaagse Armeense componisten. Vanaf 1939 was hij als dirigent en professor dirigeren verbonden aan het Armenië Conservatorium en kreeg daar nog een Prijs van het Volk (1945).
Premières:
- Symfonie nr. 6 van Pjotr Iljitsj Tsjaikovski
- Symfonie nr. 7 van Mjaskovski
- Symfonie nr. 8 van Mjaskovksi
- Symfonie nr. 9 van Mjaskovksi
- Pianoconcert nr. 1 van en met Sergej Prokofjev
- Sinfonietta (idem)
- werken van Dmitri Melkich

## Opmerking
Konstantin Saradzjev (1900-1943) was ook de naam van de beiaardier van de klokken van het Klooster van Sint Daniel in Moskou,